# AMSR-2

Логотип миссии GCOM-W1

Advanced Microwave Scanning Radiometer — 2 (аббр. AMSR-2; с англ. — «усовершенствованный микроволновый сканирующий радиометр») — сканирующий микроволновый радиометр, являющийся целевой полезной нагрузкой и единственным научным инструментом японского спутника дистанционного зондирования земли (ДЗЗ) «Сидзуку» (GCOM-W1). 
Дальнейше развитие радиометра AMSR.
AMSR-2 был запущен на орбиту 18 мая 2012 года; ожидалось, что он будет работать от трёх до пяти лет. В 2017 году срок работы прибора был продлён до полной выработки ресурса. AMSR-2 показал высокие научные результаты и команда его разработчиков была награждена японской экологической премией Nikkei Global Environmental Technology Awards.

## Научные и практические задачи инструмента
AMSR-2 позволяет отслеживать геофизические параметры, связанные с температурой воды, снега, льда, влажностью и распределением влаги на поверхности Земли — всё это очень важно для понимания климатических изменений на планете. Микроволновый сканирующий радиометр позволяет измерять характеристики воды, водяного пара и определять степень влажности поверхности. Наблюдение за содержанием влаги в почве позволяет давать прогнозы, связанные с засухами и урожайностью сельскохозяйственных культур. Данные о температуре воды в океане позволяют повышать эффективность рыбных промыслов. После выхода из строя спутника Aqua, «Сидзуку» остался единственным аппаратом, дающим подобную информацию.

## История создания
AMSR-2, выпущенный компанией Mitsubishi Electric, продолжил серию микроволновых сканирующих радиометров AMSR, которые были установлены на японском и американском аппаратах. На японском спутнике ДЗЗ Мидори-2, запущенном на орбиту 14 декабря 2002 года, был установлен радиометр AMSR. AMSR должен был проработать от трёх до пяти лет, но после аварии 23 октября 2003 спутник перестал подавать признаки жизни. Американский спутник Aqua, работавший с 4 мая 2002 по 4 декабря 2015 года, нёс на борту микроволновый сканирующий радиометр AMSR-E.
По итогам работы AMSR-E было принято решение использовать его системы с небольшими доработками для создания AMSR-2. Основными отличиями AMSR-2 от более старого радиометра оказались три параметра:
- Диаметр параболической антенны — 2,0 м (на спутнике Aqua использовалась антенна диаметром 1,6 м);
- Из частотных каналов радиометра AMSR-E исключён канал 7,3 ГГц с целью предотвращения радиочастотных помех;
- Для калибровки использована двухточечная система с улучшенными характеристиками.

Предполагается, что в рамках проекта GCOM в 2019 году будет запущен космический аппарат GCOM-W2, на борту которого будет установлен второй экземпляр микроволнового сканирующего радиометра AMSR-2.

## Состав и характеристики инструмента
Сканер измеряет микроволновое излучение на шести частотах от 6,9 до 89 ГГц с помощью параболической антенны диаметром 2 м и массой 250 кг (общая высота прибора 2,7 м), которая обеспечивает сканирование поверхности Земли в полосе шириной 1450 км (угол падения 55°) с периодом 1,5 сек. Принимаемый сигнал имеет вертикальную и горизонтальную поляризацию. Динамический диапазон измерения температуры — от 2,7 до 340 К. Разрешение составляет от 5 до 50 км, период обзора всей поверхности планеты составляет двое суток. На момент запуска параболическая антенна была самой большой подвижной антенной для наблюдения Земли.
| Частотный канал (ГГц) | Угол обзора и размер кадра (км) | Полоса пропускания (МГц) | Интервал выборки (км) | NEΔT (K) | Квантование данных (бит) |
| --------------------- | ------------------------------- | ------------------------ | --------------------- | -------- | ------------------------ |
| 6,925                 | 1,8º (35×62)                    | 350                      | 10                    | 0,34     | 12                       |
| 7,3                   | 1,8º (34×58)                    | 350                      | 10                    | 0,43     | 12                       |
| 10,65                 | 1,2º (24×42)                    | 100                      | 10                    | <0,7     | 12                       |
| 18,7                  | 0,65º (14×22)                   | 200                      | 10                    | <0,7     | 12                       |
| 23,8                  | 0,75º (15×26)                   | 400                      | 10                    | <0,6     | 12                       |
| 36,5                  | 0,35º (7×12)                    | 1000                     | 10                    | <0,7     | 12                       |
| 89,0 A / B            | 0,15º (3×5)                     | 3000                     | 5                     | <1,2/1,4 | 12                       |

### Калибровка

Калибровочные мишени HTS и CSM сканера AMSR-2

В условиях длительной работы на орбите крайне важным является стабильность получаемых результатов. Для поддержания уровня качества измерений сканер регулярно проходит калибровку. Для этого в прибор встроены две калибровочные мишени: источник высокотемпературного шума HTS (англ. High Temperature noise Source) и зеркало холодного неба CSM (англ. Cold Sky Mirror).
CSM представляет из себя параболическое зеркало диаметром 0,6 м, которое направлено в открытый космос. HTS выполнен в виде поглотителя микроволнового излучения, помещённого в термоизолированную капсулу. HTS установленный на AMSR-2 отличается от подобного устройства, использованного в AMSR и AMSR-E. Главной проблемой предыдущих версий был большой температурный градиент на поверхности микроволнового поглотителя. Для исправления этого недостатка разработчиками было уделено особое внимание однородности поверхности поглотителя и точности измерения температуры. Внутри поглотителя удалены нагревательные элементы. Между поглотителем и стенками капсулы отсутствуют щели, которые влияли на появление температурного градиента. Поглотитель прикрыли от теплового воздействия Солнца. После доработки HTS стала полностью соответствовать предъявляемым требованиям. Для подтверждения соответствия требованиям были проведены дополнительные испытания в вакуумной камере.
Калибровка является частью каждого цикла сканирования.

### Использование данных
Данные, получаемые с помощью AMSR-2, передаются в иерархическом формате данных (версия HDF4 и HDF5). Для работы с необработанными данными был разработан программный пакет англ. AMSR2 Product I/O Tool Kit (AMTK). Данные, предоставляемые с орбиты, делятся на блоки (разработчики используют термин англ. granule), каждый из которых соответствует наблюдениям вдоль половины орбиты: восходящее сканирование от Южного полюса к Северному и нисходящее — от Северного полюса к Южному. Восходящее сканирование происходит на дневной стороне Земли, а нисходящее — на ночной. Каждая полоса сканирования имеет свой номер (от 1 до 233) и буквенный индекс соответствующий восходящему (D) или нисходящему (A) блоку. Каждые шестнадцать дней полоса сканирования повторяется и нумерация блоков также повторяется. Подобное представление данных было отработано на радиометре AMSR-E.
Данные для широкого использования предоставляются в нескольких вариантах:
- англ. Level 1A (L1A) — необработанные данные;
- англ. Level 1B (L1B) — данные, прошедшие первичную обработку, яркостная температура;
- англ. Level 2 (L2) — данные, связанные с параметрами воды и влажности, сформированные на основе L1B;
- англ. Level 3 (L3) — данные, имеющие разрешения 0,1 и 0,25 градусов; значения яркостных температуры называются L3TB, а значения геофизических параметров — L3GEO.

На основании этих данных готовится восемь продуктов, предоставляемых пользователям:
- количество водяного пара в атмосфере;
- количество жидкой воды в облачном слое;
- температура поверхности моря;
- скорость ветра на поверхности моря;
- концентрация морского льда на поверхности океана;
- толщина снежного покрова;
- влажность почвы.

При определении влажности почвы с использованием диапазона 6,925 ГГц возникает ошибка, вызванная растительным покровом на сканируемой поверхности. Для оценки возникающей ошибки используются данные канала 1,4 ГГц.

## Эксплуатация

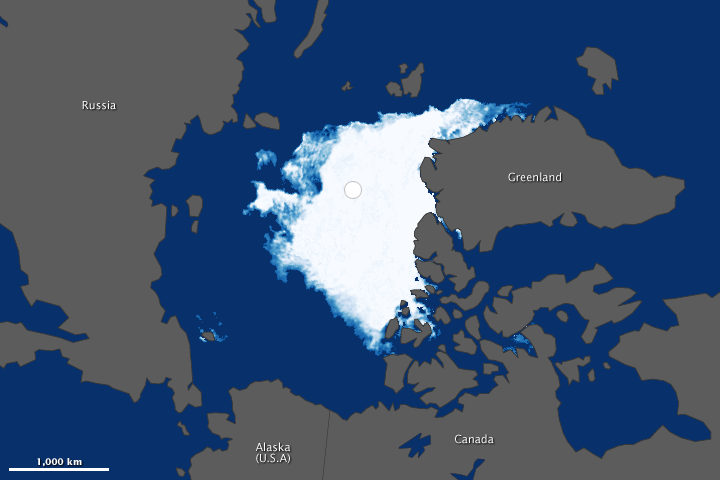
Минимум арктических льдов, зафиксированных 13 сентября 2012 инструментом AMSR-2

4 июля 2012 года Японское космическое агентство представило первые изображения, сделанные на основе данных, полученных с помощью AMSR-2. 25 июля было опубликовано сообщение о том, что 12 июля прибор зафиксировал необычное явление: в этот день вся поверхность Гренландского ледяного щита была подтаявшей. 10 августа было объявлено о завершении испытаний сканера и переходе в рабочий режим. В сентябре был сформирован график представления материалов заинтересованным организациям: с января 2013 года стали предоставляться визуализированные данные температуры, а с мая — геофизические данные. Для этого был запущен специальный сайт gcom-w1.jaxa.jp. В октябре данные, полученные AMSR-2, стали предоставляться японскому агентству по науке и технике в области морской среды JAMSTEC для дальнейшего использования в метеорологических целях. Одновременно началось сотрудничество с Национальным институтом полярных исследований (NiPR): с орбиты предоставлялись данные по ледовой обстановке в Арктике, а данные NiPR о температуре арктических льдов были использованы для калибровки AMSR-2.

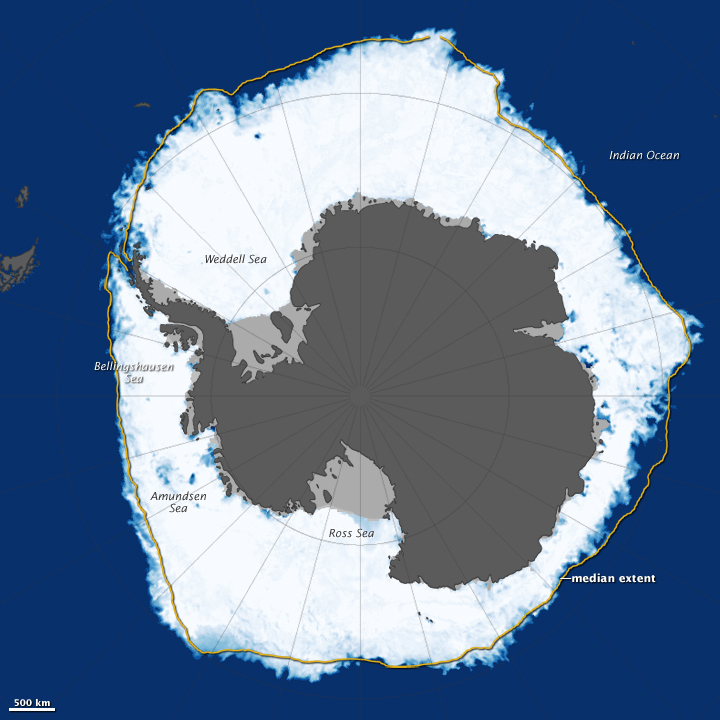
Максимум антарктических льдов, зафиксированный прибором AMSR-2 на борту «Сидзуку» в 2013 году

С 17 мая 2013 года, после окончания периода калибровки сканера, JAXA стало предоставлять в обработанном виде восемь типов данных, передаваемых с орбиты. В калибровке принимала участие система океанографических буёв, эксплуатирующаяся Всемирной метеорологической организацией. Среднеквадратичная ошибка измерения температуры океана составила 0,56 °C. 14 июня JAXA и Национальный институт полярных исследований заключили соглашение о совместных исследованиях в арктических исследованиях. 12 сентября был зафиксирован рекорд годового летнего минимума арктических льдов с начала непрерывных космических наблюдений (1981 год), а в конце сентября «Сидзуку» зафиксировал рекордный годовой зимний максимум антарктического морского льда. В этот же день JAXA и Японское метеорологическое агентство (JMA) заявили о совместной работе в области прогнозирования погоды. 17 октября 2013 года команда проекта GCOM получила престижную премию Nikkei Global Environmental Technology Awards за выдающиеся достижения по глобальному наблюдению Земли микроволновым сканером AMSR-2.
В феврале 2014 года NOAA объявило о начале использования материалов, полученных сканером, для наблюдения и исследования тропических циклонов. С октября 2015 года заработала система предоставления данных в реальном времени «JAXA Realtime Rainfall Watch». Данные предоставляются с четырёхчасовой задержкой, необходимой для обработки информации, поступающей с орбиты. Для доступа достаточно регистрации на сайте службы предоставления информации данных AMSR-2. 14 декабря 2015 года NASA объявило о прекращении работы космического аппарата Aqua, работавшего на орбите девять лет. С этого момента сканирующий радиометр AMSR—2 на борту «Сидзуки» остался единственным инструментом подобной функциональности, работающим на орбите. В мае 2017 года было объявлено, что несмотря на достижение планового срока работы космический аппарат «Сидзуку» и радиометр AMSR-2 работает без замечаний и срок его эксплуатации продлевается до полной выработки ресурса.
12 июня 2017 года от шельфового ледника Ларсена (Антарктический полуостров, море Уэдделла) откололся айсберг площадью около 5800 км². Благодаря возможностям сканирующего радиометра AMSR—2 удалось наблюдать процесс образования гигантского айсберга в «квазиреальном времени». Это событие произошло в период южной полярной ночи и при неблагоприятных метеорологических условиях, но технические возможности AMSR-2 дали возможность наблюдать рождение айсберга без помех.

## Участники проекта AMSR-2
Руководителем по разработке AMSR-2 являлся Ясухито Касахара (яп. 笠原 希仁). Для обработки и использования данных была создана международная группа учёных из различных научных учреждений по всему миру:
| Имя                                             | Тема исследования | Исследовательская организация                                                            |
| ----------------------------------------------- | --- | ---------------------------------------------------------------------------------------- |
| Аонаси, Кадзумаса (англ. Aonashi, Kazumasa)     | Улучшение алгоритма поиска пассивного микроволнового излучения для AMSR2                                                     | Meteorological Research Institute                                                        |
| Чанг, Пол (англ. Chang, Paul)                   | Комплексная база данных для проверки и разработки алгоритмов океанских продуктов AMSR-2                                      | NOAA NESDIS                                                                              |
| Чо, Кохей (англ. Cho, Kohei)                    | Улучшение алгоритма анализа морского льда для AMSR-2                                                                         | Университет Токай                                                                        |
| Комизо, Жозефино С. (англ. Comiso, Josefino C.) | Уточнения алгоритма концентрации морского льда для AMSR-2                                                                    | НАСА GSFC                                                                                |
| Эбути, Наото (англ. Ebuchi, Naoto)              | Алгоритм оценки ветра у поверхности океана, наблюдаемого AMSR-2                                                              | Университет Хоккайдо                                                                     |
| Эномото, Хироюки (англ. Enomoto, Hiroyuki)      | Мониторинг полярных ледников с использованием AMSR-2                                                                         | Национальный институт полярных исследований (англ. National Institute of Polar Research) |
| Джентеманн, Шелли (англ. Gentemann, Chelle L.)  | Обработка геофизических данных AMSR-2                                                                                        | Remote Sensing Systems                                                                   |
| Хейгстер, Георг (англ. Heygster, Georg)         | Анализ характеристик морского льда                                                                                           | Бременский университет                                                                   |
| Ояма, Рё (англ. Oyama, Ryo)                     | Разработка метода оценки максимальной скорости ветра тропических циклонов с использованием данных AMSR-2                     | Meteorological Research Institute                                                        |
| Джексон, Томас Дж. (англ. Jackson, Thomas J.)   | Анализ влажности и температуры почвы в США                                                                                   | Служба сельскохозяйственных исследований (англ. USDA-ARS)                                |
| Кайхоцу, Итиро (англ. Kaihotsu, Ichirow)        | Эксперимент по оценке AMSR-E/AMSR-2 в Азии                                                                                   | Университет Хиросимы                                                                     |
| Кадзумори, Масахиро (англ. Kazumori, Masahiro)  | Разработка метода оценки максимальной скорости ветра тропических циклонов с использованием данных AMSR-2                     | Японское метеорологическое агентство                                                     |
| Келли, Ричард (англ. Kelly, Richard)            | Разработка и сопровождение данных глубины снежного покрова                                                                   | Университет Уотерлу                                                                      |
| Ким, Эдвард Дж. (англ. Kim, Edward J.)          | Проверка данных по влажности и снегу, полученных с помощью AMSR-2                                                            | NASA GSFC                                                                                |
| Койкэ, Тосио (англ. Koike, Toshio)              | Разработка алгоритмов оценки влажности почвы и снега для продуктов LDAS на основе AMSR-2 и AMSR-E                            | Токийский университет                                                                    |
| Конда, Масанори (англ. Konda, Masanori)         | Проверка характеристик океанского ветра, полученных AMSR-2                                                                   | Киотский университет                                                                     |
| Кодзай, Кацутоси (англ. Kouzai, Katsutoshi)     | Исследование метода оценки ветроэнергетических ресурсов на шельфе с использованием данных AMSR-2                             | Университет Кобе                                                                         |
| Лакшми, Венкат (англ. Lakshmi, Venkat)          | Улучшение пространственного разрешения и валидации данных влажности почвы                                                    | Университет Кобе                                                                         |
| Лю, Гошэн (англ. Liu, Guosheng)                 | Обнаружение твердых осадков с использованием AMSR-2                                                                          | Университет штата Флорида                                                                |
| Маркус, Торстен (англ. Markus, Thorsten)        | Уточнение и корректировка результатов анализа концентрации льда для AMSR-2                                                   | NASA GSFC                                                                                |
| Мацусима, Дай (англ. Matsushima, Dai)           | Разработка на основании данных AMSR-2 продуктов, связанных с влажностью почвы, и имеющих высокое пространственное разрешение | Технологический институт Чибы (англ. Chiba Institute of Technology)                      |
| Мейер, Уолтер Н. (англ. Meier, Walter N.)       | Совершенствование криосферных продуктов NSIDC с использованием данных AMSR-2                                                 | Национальный центр данных по снегу и льду (англ. National Snow and Ice Data Center)      |
| Митник, Леонид Михайлович                       | Алгоритмы поиска водяного пара, облачной жидкой воды и скорости ветра для AMSR-2                                             | Тихоокеанский океанологический институт имени В. И. Ильичёва ДВО РАН                     |
| Осима, Кей И. (англ. Ohshima, Kay I.)           | Разработка алгоритма оценки толщины льда и обнаружения припая на основе прямых наблюдений морского льда                      | Университет Хоккайдо                                                                     |
| Сибата, Акира (англ. Shibata, Akira)            | Разработка алгоритмов для AMSR-E и AMSR-2                                                                                    | Meteorological Research Institute                                                        |